# مالایا بالزوگا
مالایا بالزوگا (انگلیسی: Malaya Balzuga) یک شهرک در شهرستان تاتیشلینسکی استان باشقیرستان کشور روسیه است.